# Jérémie Hébert
Jérémie Hébert  est un joueur français de volley-ball né le 10 avril 1983. Il mesure 1,85 m et joue libero.
Il est aujourd'hui professeur d'EPS au collège Condorcet (Paris 8ème).

## Clubs
| Club             | Pays   | De        | À         |
| ---------------- | ------ | --------- | --------- |
| Stade Poitevin   | France | 2004-2005 | 2004-2005 |
| FL Saint-Quentin | France | 2005-2006 | 2009-2010 |
| Beauvais OUC     | France | 2010-2011 | 2010-2011 |
| St-Brieuc        | France | 2011-2012 |           |

## Palmarès
- Coupe de France 
  - Finaliste : 2011